# Cortil
Pour les articles homonymes, voir Cortil (homonymie).
Cortil est un ancien village constituant aujourd’hui une des deux parties du village belge de Cortil-Noirmont situé en Région wallonne dans la province du Brabant wallon.
Les villages de Cortil et Noirmont furent réunis le 1er mars 1822 par arrêté royal, à l'époque du royaume uni des Pays-Bas.
Cortil-Noirmont fait partie de la commune de Chastre depuis les fusions de communes.
Cortil est arrosé par l'Orne, un affluent de la Thyle.

## Patrimoine
- L'église Notre-Dame (1904), À l’origine, église de la Vierge, déjà cité dans les ouvrages de l'abbaye du Gembloux au XIIe siècle dont elle resta dépendante jusqu’en 1441. Après plusieurs restaurations, elle fut reconstruite au début du siècle dernier en face du sanctuaire ancien. Dédiée à la Vierge Marie, elle possède de très beaux fonts baptismaux sculptés au XIIIe siècle. Un peu plus loin, rue O. Lotin, dans la cour de l'école gardienne, à l'abri des regards, sensiblement à la même époque que la présente église, a été érigée une grotte, réplique de celle de Lourdes.
- Le musée Français[1], fondé au lendemain de la seconde guerre mondiale par feu Mr Roger Lombeau, dans les bâtiments de l'ancienne école et de la maison communale du village, ce musée retrace les grands moments des manœuvres de la Dyle et de la bataille de Gembloux en mai 1940. La force de représentation des détails, l'importance des visites et le nombre de fréquentations lui ont donné une réputation européenne.
- La chaussée Brunehaut (lieu-dit la Gatte), voie romaine. Un tronçon de la chaussée de Brunehaut délimite le tracé de la frontière entre la commune de Chastre et la ville de Gembloux au lieu-dit Penteville. En arrivant de la rue Try des Rudes, on remarque sur la droite un léger renflement du terrain là où des fouilles archéologiques ont mis au jour les vestiges d’une villa romaine et divers objets actuellement visibles au musée archéologique de Namur.
- Le domaine de Chastre, rue de Gembloux. Mieux connu sous le nom de l'O.N.E., ce bâtiment est établi sur le site d'une très ancienne ferme dite Ferme de la Dîme. Celle-ci était débitrice de la dîme, soit un dixième de ses revenus, à l'abbaye de Gembloux. C'est le baron Auguste de Brou de la Wastinne qui, en 1844, la fit abattre pour y construire son château. Après le décès du baron, vers 1900, le château fut occupé par une congrégation religieuse : « Les Dames de Ste Julienne ». Après la Grande Guerre, l'O.N.E. acquit le château et y installa une colonie pour enfants. Au cours de la bataille de Gembloux, en mai 40, le château eut beaucoup à souffrir et ne fut jamais complètement réparé. En juillet 1940 la colonie reprenait ses activités, hébergeant un maximum d’enfants jusqu’en 1982 où, pour des raisons financières, elle dut cesser ses activités. Le château du baron Auguste de Brou de la Wastinne avait été rasé en 1957-1958 pour faire place aux bâtiments actuels. L’ASBL « Domaine de Chastre » a été créée le 24 juin 1991 et regroupe, en partenariat avec l’O.N.E., la commune de Chastre (école primaire de Cortil-Noirmont), le CPAS de Chastre, l’Intercommunale des œuvres sociales du Brabant Wallon et la Crèche devenue une des références de la Communauté Française.
- La ferme Chautmont, en carré (1887), grange de 1732